# El Encanto, Michoacán de Ocampo
El Encanto är en ort i Mexiko.   Den ligger i kommunen Turicato och delstaten Michoacán de Ocampo, i den södra delen av landet, 260 km väster om huvudstaden Mexico City. El Encanto ligger 2 166 meter över havet och antalet invånare är 368.
Terrängen runt El Encanto är kuperad. Runt El Encanto är det ganska glesbefolkat, med 25 invånare per kvadratkilometer. Närmaste större samhälle är Ario de Rosales, 10,0 km väster om El Encanto. I omgivningarna runt El Encanto växer huvudsakligen savannskog.